# トコア駅
トコア駅（英語：Toccoa Station）は、アメリカ合衆国ジョージア州トコア ノース・アレクサンダー・ストリート47にある駅。 全米各地を結ぶ旅客鉄道のアムトラックが乗り入れている。

## 概要
当駅はサザン鉄道により1915年に建てられ、2005年にトコア市は駅舎の復元を開始した。復元された駅舎は駅としての使用の他、トコアステファンズ郡商工会議所、ウェルカムセンター、スティーブンス郡歴史協会が入居している。また、駅舎にはギフトショップがあり、トコアダウンタウン歴史地区改良のうちメインストリートトコアプログラムの一環として改装された。

## 利用可能な鉄道路線／列車
アムトラックの停車する列車は下記の通り。
ニューヨークとニューオーリンズ間の夜行長距離列車クレセント号…1日1往復停車